# Герои Российской Федерации — Р

В настоящем списке представлены в алфавитном порядке Герои Российской Федерации, чьи фамилии начинаются с буквы «Р». Список содержит информацию о роде войск (службе, деятельности) Героев на время присвоения звания, дате рождения, месте рождения, дате смерти и месте смерти Героев.
 Серым цветом в таблице выделены Герои, награждённые посмертно. 
| №  | Фото | Фамилия Имя Отчество               | Род войск, служба         | Годы жизни                       | Место рождения                                                       | Место гибели (смерти)                                                  |        |
| -- | ---- | ---------------------------------- | ------------------------- | -------------------------------- | -------------------------------------------------------------------- | ---------------------------------------------------------------------- | ------ |
| 1  |      | Работа, Василий Григорьевич        | авиация                   | род. 12 февраля 1931             | с. Садыкащы, Павлодарский округ, Казакская АССР, РСФСР               |                                                                        | [ 1 ]  |
| 2  |      | Раевский, Александр Михайлович     | авиация                   | 1 января 1957 — 30 августа 2008  | Поставы, Витебская область, Белорусская ССР                          | 149 км трассы «Каспий», Тульская область, Российская Федерация         |        |
| 3  |      | Разумовский, Дмитрий Александрович | ФСБ                       | 16 марта 1968 — 3 сентября 2004  | Ульяновск, РСФСР                                                     | Беслан, Северная Осетия — Алания, Российская Федерация                 |        |
| 4  |      | Раизов, Жумабай Нурбаевич          | ВДВ                       | 8 марта 1996 — 2 сентября 2022   | д. Актабан, Петуховский район, Курганская область                    | Украина                                                                |        |
| 5  |      | Рассказа, Алексей Васильевич       | ВДВ                       | 31 мая 1980 — 1 марта 2000       | с. Старая Гута, Брянская область, РСФСР                              | Шатойский район, Чечня, Российская Федерация                           |        |
| 6  |      | Растяпин, Василий Сергеевич        | авиация                   | 14 января 1923 — 19 марта 1945   | Саратов, РСФСР                                                       | Балтийское море, у г. Нойкурен, Восточная Пруссия                      | [ 2 ]  |
| 7  |      | Рафиков, Мансур Минибаевич         | Бронетанковые войска      | род. 8 декабря 1964              | с. Кугарчи, Башкирская АССР, РСФСР                                   |                                                                        |        |
| 8  |      | Рахманов, Владимир Иванович        | авиация                   | род. 10 августа 1950             | Калинин, РСФСР                                                       |                                                                        | [ 3 ]  |
| 9  |      | Рачук, Сергей Владимирович         | ВМФ                       | род. 13 января 1964              | Воронеж, Воронежская область, РСФСР                                  |                                                                        |        |
| 10 |      | Ревенко, Михаил Владимирович       | ВВ МВД                    | 7 января 1956 — 15 марта 2000    | Ростов-на-Дону, Ростовская область, РСФСР                            | с. Комсомольское, Урус-Мартановский район, Чечня, Российская Федерация |        |
| 11 |      | Ревин, Сергей Николаевич           | Лётчик-космонавт          | род. 12 января 1966              | Москва, РСФСР                                                        |                                                                        |        |
| 12 |      | Редкокашин, Иван Павлович          | авиация                   | род. 1984                        | Каменск-Шахтинский, Ростовская область, РСФСР                        |                                                                        |        |
| 13 |      | Рень, Виктор Алексеевич            | авиация                   | род. 18 мая 1951                 | пгт. Дубовязовка, Конотопский район, Сумская область, Украинская ССР |                                                                        | [ 4 ]  |
| 14 |      | Реутов, Григорий Васильевич        | авиация                   | 1918 — 26 июня 1941              | с. Кулагино, Оренбургская губерния, РСФСР                            | д. Декшняны, Радошковичский район, Вилейская область, Белорусская ССР  | [ 5 ]  |
| 15 |      | Реховский, Иван Анатольевич        | спецназ ГРУ               | 3 сентября 1986 — 2 июля 2022    | Капустин Яр, Астраханская область, РСФСР                             | Харьковская область, Украина                                           |        |
| 16 |      | Ржавитин, Игорь Викторович         | авиация                   | 1 декабря 1968 — 9 августа 2008  | Дегтярск, Свердловская область, РСФСР                                | Горийский муниципалитет, Грузия                                        |        |
| 17 |      | Родин, Алексей Васильевич          | спецназ ГРУ               | 6 мая 1976 — 27 февраля 2000     | Рязань, Рязанская область, РСФСР                                     | Чечня, Российская Федерация                                            |        |
| 18 |      | Родионов, Евгений Николаевич       | ВДВ                       | 9 ноября 1965 — 5 января 1996    | Челябинск, Челябинская область, РСФСР                                | с. Шатой, Шатойский район, Чечня, Российская Федерация                 |        |
| 19 |      | Родобольский, Игорь Олегович       | авиация                   | род. 18 марта 1960               | Гродно, Гродненская область, Белорусская ССР                         |                                                                        |        |
| 20 |      | Родькин, Евгений Викторович        | МВД                       | 20 декабря 1951 — 6 марта 1996   | Рубцовск, Алтайский край, РСФСР                                      | Грозный, Чечня, Российская Федерация                                   |        |
| 21 |      | Рожков, Андрей Николаевич          | МЧС                       | 7 марта 1961 — 22 апреля 1998    | Дзержинск, Горьковская область, РСФСР                                | район Северного полюса, Северный Ледовитый океан                       |        |
| 22 |      | Рожков, Богдан Игоревич            | Пехота                    | 20 сентября 1994 — 15 марта 2023 | Узловая, Тульская область, РСФСР                                     | Украина                                                                |        |
| 23 |      | Романенко, Роман Юрьевич           | Лётчик-космонавт          | род. 9 августа 1971              | Щёлково, Щёлковский район, Московская область, РСФСР                 |                                                                        | [ 6 ]  |
| 24 |      | Романов, Алексей Викторович        | ВДВ                       | род. 19 декабря 1962             | Курган, Курганская область, РСФСР                                    |                                                                        |        |
| 25 |      | Романов, Анатолий Александрович    | ВВ МВД                    | род. 27 сентября 1948            | д. Михайловка, Башкирская АССР, РСФСР                                |                                                                        | [ 7 ]  |
| 26 |      | Романов, Виктор Викторович         | ВДВ                       | 15 мая 1972 — 1 марта 2000       | пос. Сосьва, Свердловская область, РСФСР                             | Высота 776, Шатойский район, Чечня, Российская Федерация               |        |
| 27 |      | Романов, Виктор Михайлович         | Воздушно-космические силы | род. 25 октября 1961             | пос. Орджоникидзе, Ташкентская область, Узбекская ССР                |                                                                        |        |
| 28 |      | Романов, Виталий Вячеславович      | Бронетанковые войска      | род. 8 мая 1988                  | Омская область, РСФСР                                                |                                                                        | [ 8 ]  |
| 29 |      | Ромашин, Сергей Викторович         | ФСБ                       | 10 ноября 1967 — 9 августа 1996  | пос. Пограничный, Приморский край, РСФСР                             | Грозный, Чечня, Российская Федерация                                   |        |
| 30 |      | Ропотан, Сергей Александрович      | авиация                   | род. 24 декабря 1961             | с. Суклея, Слободзейский район, Молдавская ССР                       |                                                                        |        |
| 31 |      | Ростовский, Николай Васильевич     | Бронетанковые войска      | 10 июля 1971 — 27 декабря 1994   | Лабинск, Краснодарский край, РСФСР                                   | станица Черменская, Чечня, Российская Федерация                        |        |
| 32 |      | Ростовщиков, Валерий Александрович | Инженерные войска         | род. 1 декабря 1956              | д. Юртобор, Тюменская область, РСФСР                                 |                                                                        |        |
| 33 |      | Рубцов, Иван Фёдорович             | авиация                   | 3 сентября 1923 — 7 марта 2013   | Узловая, Тульская губерния, РСФСР                                    | Одинцово, Московская область, Российская Федерация                     | [ 9 ]  |
| 34 |      | Рудской, Сергей Фёдорович          | Генералитет               | род. 2 октября 1960              | Николаев, Украинская ССР                                             |                                                                        |        |
| 35 |      | Рудых, Александр Витальевич        | авиация                   | род. 2 июня 1955                 | Усть-Кут, Иркутская область, РСФСР                                   |                                                                        |        |
| 36 |      | Румянцев, Алексей Викторович       | ВДВ                       | 13 ноября 1980 — 5 октября 2004  | Зарайск, Московская область, РСФСР                                   | в районе с. Агишты, Шалинский район, Чечня, Российская Федерация       |        |
| 37 |      | Русанов, Алексей Николаевич        | ВМФ                       | род. 6 апреля 1963               | Гатчина, Ленинградская область, РСФСР                                |                                                                        |        |
| 38 |      | Русских, Леонид Валентинович       | МВД                       | 27 мая 1973 — 6 сентября 2002    | Карасук, Новосибирская область, РСФСР                                | Итум-Калинский район, Чечня, Российская Федерация                      |        |
| 39 |      | Рушайло, Владимир Борисович        | МВД                       | род. 28 июля 1953                | Моршанск, Тамбовская область, РСФСР                                  |                                                                        |        |
| 40 |      | Рыбак, Алексей Леонидович          | МВД                       | 3 марта 1969 — 17 марта 2000     | пос. Камень-Рыболов, Приморский край, РСФСР                          | Комсомольское, Урус-Мартановский район, Чечня, Российская Федерация    |        |
| 41 |      | Рыбников, Сергей Викторович        | авиация                   | 15 июля 1978 — 5 декабря 2014    | Шверин, ГДР                                                          | Москва                                                                 |        |
| 42 |      | Рыжиков, Александр Александрович   | МВД                       | 27 мая 1960 — 7 января 2000      | пос. Кононово, Красноярский край, РСФСР                              | Герменчук, Шалинский район, Чечня, Российская Федерация                |        |
| 43 |      | Рыжиков, Сергей Николаевич         | Лётчик-космонавт          | род. 19 августа 1974             | Бугульма, Татарская АССР, РСФСР                                      |                                                                        |        |
| 44 |      | Рыжов, Леонид Владимирович         | Пехота                    | род. 9 августа 1977              | Козьмодемьянск, Марийская АССР, РСФСР                                |                                                                        |        |
| 45 |      | Рыжов, Пётр Николаевич             | авиация                   | 10 января 1922 — 12 июня 2009    | Хабаровск, Дальневосточная республика                                | Москва, Российская Федерация                                           | [ 10 ] |
| 46 |      | Рымарь, Анатолий Петрович          | ВМФ                       | род. 5 июля 1955                 | Севастополь, Крымская область, Украинская ССР                        |                                                                        |        |
| 47 |      | Рындин, Евгений Юрьевич            | ВВ МВД                    | 10 марта 1972 — 30 марта 1995    | Мингечаур, Азербайджанская ССР                                       | Ачхой-Мартан, Ачхой-Мартановский район, Чечня, Российская Федерация    |        |
| 48 |      | Рычков, Дмитрий Леонидович         | ВВ МВД                    | 9 февраля 1980 — 15 марта 2000   | Реж, Свердловская область, РСФСР                                     | Комсомольское, Урус-Мартановский район, Чечня, Российская Федерация    |        |
| 49 |      | Рэцой, Юрий Анатольевич            | ВДВ                       |                                  |                                                                      |                                                                        |        |
| 50 |      | Рябов, Сергей Дмитриевич           | ВДВ                       | род. 7 ноября 1993               | Республика Бурятия                                                   |                                                                        |        |
| 51 |      | Рязанский, Сергей Николаевич       | Лётчик-космонавт          | род. 13 ноября 1974              | Москва, РСФСР                                                        |                                                                        |        |
| 52 |      | Рязанцев, Александр Николаевич     | ВДВ                       | 14 июня 1977 — 1 марта 2000      | с. Войново, Корсаковский район, Орловская область, РСФСР             | Высота 776, Шатойский район, Чечня, Российская Федерация               |        |